# November-Coming-Fire
Samhain III: November-Coming-Fire es el segundo álbum de estudio de la agrupación estadounidense Samhain, publicado en febrero de 1986 por la discográfica Plan 9 Records. El álbum contiene una versión regrabada de la canción "Halloween II" de The Misfits. El portal de internet AllMusic se refiere al disco afirmando que "sigue siendo una influencia para las bandas de punk rock y thrash metal". La canción "Mother of Mercy" aparece en el videojuego de 2009 Guitar Hero: Metallica. El cantante James Hetfield ha mencionado a November-Coming-Fire como uno de sus diez álbumes favoritos de todos los tiempos.

## Lista de canciones
Todas las canciones escritas y compuestas por Glenn Danzig.. 
| N.º | Título              | Duración |  |
| 1.  | «Diabolos '88»      | 1:24     |  |
| 2.  | «In My Grip»        | 2:44     |  |
| 3.  | «Mother of Mercy»   | 3:09     |  |
| 4.  | «Birthright»        | 2:10     |  |
| 5.  | «To Walk the Night» | 2:11     |  |
| 6.  | «Let the Day Begin» | 2:36     |  |
| 7.  | «Halloween II»      | 3:15     |  |
| 8.  | «November's Fire»   | 2:47     |  |
| 9.  | «Kiss of Steel»     | 1:29     |  |
| 10. | «Unbridled»         | 1:48     |  |
| 11. | «Human Pony Girl»   | 4:57     |  |

## Créditos
- Glenn Danzig – voz, teclados, batería en las canciones 1, 4, 6, 8 y 11
- Eerie Von – bajo, coros
- Pete "Damien" Marshall – guitarra, coros
- London May – batería en las canciones 2-3, 5, 7 y 9